# البراء بن مالك
البراء بن مالك الأنصاري (المتوفى سنة 20 هـ الموافق 641 م) هو صحابي، شهد عدد من غزوات النبي محمد ﷺ وفتوح العراق وفارس، واستشهد في فتح تستر، وهو أخ الصحابي أنس بن مالك .

## سيرته
ينتمي البراء بن مالك بن النضر بن ضمضم بن زيد بن حرام بن جندب بن عامر بن غنم إلى بني غنم بن عدي بن النجار أحد بطون قبيلة الخزرج الأزدية، وهو أخو خادم النبي: أنس بن مالك لأبيه وأمه، أمهما أم سليم بنت ملحان. صحب البراء النبيَّ محمدًا ﷺ، وشهد معه المشاهد التي بعد بدر كلها، كما شهد بيعة الشجرة. وقد قال فيه النبي ﷺ: «رُبّ أشعث أغبر لا يؤبه له لو أقسم على اللَّه لأبرّه، منهم البراء بن مالك». كما عُرف عن البراء حُسن صوته، فكان يحدو جمل النبي يرجز لها في بعض أسفاره، حتى نهاه عن ذلك.
بعد وفاة النبي محمد ﷺ، شارك البراء بن مالك في حروب الردة، وكان أحد مفاتيح نصر المسلمين يوم اليمامة حين رأى تأزم المعركة بعد أن تحصّن مسيلمة الكذاب ومن معه في الحديقة، فأمر أصحابه أن يحملوه على ترس على أسنة رماحهم، ويلقوه في الحديقة، فاقتحمها، وشدّ على المدافعين عن الحديقة حتى تمكن من فتح باب الحديقة، فدخلها المسلمون وانتصروا في المعركة، وجُرح البراء يومئذ بضعة وثمانين جرحًا، أقام خالد بن الوليد عليه شهرًا يداوي جراحه. ثم شارك البراء بعدئذ في فتوح العراق وفارس، وأظهر فيها الكثير من مواقف الشجاعة والإقدام في الحرب، وقد خشي الخليفة عمر بن الخطاب  على المسلمين الهلكة إن أمّروه عليهم، فكتب إلى أمراء الجيش: «لا تستعملوا البراء على جيش، فإنه مهلكة من المهالك يقدم بهم»، وقد اشتهر عن البراء أن قتل في معاركه مائة رجل من الشجعان مبارزة. وفي إحدى معارك تلك الفتوح، كان هو وأخوه أنس بن مالك عند حصن من حصون الفرس يحاصرونها، وكان الفُرس يُلقون كلاليب في سلاسل مُحمّاة، فتخترق جسد الرجل فيرفعونه إليهم، فأصابوا أنس، فأسرع البراء وقبض بيده على السلسلة، يخلصه منها حتى تمكن من ذلك، ثم نظر إلى يده فإذا لحمها سقط، وبقيت على العظم.
وفي حصار تستر سنة 20 هـ، استدل المسلمون بعد أن طال الحصار على سرب يصل إلى وسط المدينة، فدعى أبو موسى الأشعري  أمير الجيش البراء بن مالك، ليجمع جماعة يدخلون معه السرب لفتح الحصن من الداخل. استعان البراء بمُجزأة بن ثور وعدد من الرجال، فاستطاعوا الخلوص إلى جوف المدينة، وفتح باب الحصن، إلا أن البراء ومُجزأة قتلا يومها، قتله يومها الهرمزان قائد الفرس.